# Abu Dhabi Tour 2017
L'Abu Dhabi Tour 2017 fou la tercera edició de l'Abu Dhabi Tour. La cursa es disputà entre el 23 i el 26 de febrer de 2017, amb un recorregut de 671 km dividits en quatre etapes. Aquesta fou la primera vegada que la cursa formà part de l'UCI World Tour.
La tercera etapa, amb final al Jebel Hafeet va servir per establir la classificació general final. El campió del món del 2013 Rui Costa (UAE Team Emirates) i Ilnur Zakarin (Katusha Alpecin) arribaren escapats al cim. Costa fou el més ràpid i gràcies a les bonificacions acabà guanyant la general amb 4" sobre Zakarin. El podi fou completat per Tom Dumoulin (Team Sunweb). Mark Cavendish (Dimension Data), Marcel Kittel (Quick-Step Floors) i Caleb Ewan (Orica-Scott) foren els guanyadors de les tres tres etapes.

## Equips participants
En ser una nova cursa de l'UCI World Tour, tots els UCI WorldTeams són convidats a prendre-hi part, però no obligats a fer-ho. El resultat fou la participació de setze equips UCI WorldTeams, tots excepte el Cannondale-Drapac Pro Cycling Team i el FDJ Quatre equips continentals professionals completaren el gran grup.
| WorldTeams (16)- AG2R La Mondiale - Astana - Bahrain-Merida - BMC Racing Team - Bora-Hansgrohe - Dimension Data - Katusha-Alpecin - Lotto NL-Jumbo - Lotto-Soudal - Movistar Team - Orica-Scott - Quick-Step Floors - Sky - Team Sunweb - Trek-Segafredo - UAE Team Emirates Equips continentals professionals (4)- Bardiani CSF - Gazprom-RusVelo - Nippo-Vini Fantini - Novo Nordisk |
| |

## Etapes
| Etapa    | Data      | Ciutats d'etapa                         | type                    | Distància (km) | Vencedor de l'etapa        | Líder de la general        |
| -------- | --------- | --------------------------------------- | ----------------------- | -------------- | -------------------------- | -------------------------- |
| 1a etapa | 23 de feb | Abu Dhabi – Madinat Zayed               | etapa plana             | 189            | Mark Cavendish             | Mark Cavendish             |
| 2a etapa | 24 de feb | Al Maryah Island – Abu Dhabi            | etapa plana             | 153            | Marcel Kittel              | Mark Cavendish             |
| 3a etapa | 25 de feb | Estadi Hazza bin Zayed – Jebel Hafeet   | etapa de mitja muntanya | 186            | Rui Alberto Faria da Costa | Rui Alberto Faria da Costa |
| 4a etapa | 26 de feb | Circuit Yas Marina – Circuit Yas Marina | etapa plana             | 143            | Caleb Ewan                 | Rui Alberto Faria da Costa |

### 1a etapa
23 de febrer de 2017. Abu Dhabi - Madinat Zayed, 189 km
| \| Classificació de l'etapa \| Classificació de l'etapa \| Classificació de l'etapa \| Classificació de l'etapa \| Classificació de l'etapa \| \| Corredor \| Corredor \| Equip \| Temps \| \| \| ------------------------ \| ------------------------ \| ------------------------ \| ------------------------ \| ------------------------ \| \| 1r \| Mark Cavendish \| Dimension Data \| 4h 37' 06" \| \| \| 2n \| André Greipel \| Lotto-Soudal \| + 0" \| \| \| 3r \| Niccolò Bonifazio \| Bahrain-Merida \| + 0" \| \| \| 4t \| Simone Consonni \| UAE Team Emirates \| + 0" \| \| \| 5è \| Elia Viviani \| Team Sky \| + 0" \| \| \| 6è \| Roger Kluge \| Orica-Scott \| + 0" \| \| \| 7è \| Aleksandr Pórsev \| Gazprom-RusVelo \| + 0" \| \| \| 8è \| Matteo Pelucchi \| Bora-Hansgrohe \| + 0" \| \| \| 9è \| Nicola Ruffoni \| Bardiani CSF \| + 0" \| \| \| 10è \| Eduard-Michael Grosu \| Nippo-Vini Fantini \| + 0" \| \| |                      |                    |            |
| |                      |                    |            |
| Font: ProCyclingStats |                      |                    |            |
| Classificació de l'etapa |                      |                    |            |
| Corredor | Corredor             | Equip              | Temps      |
| 1r | Mark Cavendish       | Dimension Data     | 4h 37' 06" |
| 2n | André Greipel        | Lotto-Soudal       | + 0"       |
| 3r | Niccolò Bonifazio    | Bahrain-Merida     | + 0"       |
| 4t | Simone Consonni      | UAE Team Emirates  | + 0"       |
| 5è | Elia Viviani         | Team Sky           | + 0"       |
| 6è | Roger Kluge          | Orica-Scott        | + 0"       |
| 7è | Aleksandr Pórsev     | Gazprom-RusVelo    | + 0"       |
| 8è | Matteo Pelucchi      | Bora-Hansgrohe     | + 0"       |
| 9è | Nicola Ruffoni       | Bardiani CSF       | + 0"       |
| 10è | Eduard-Michael Grosu | Nippo-Vini Fantini | + 0"       |

| \| Classificació general \| Classificació general \| Classificació general \| Classificació general \| Classificació general \| \| Corredor \| Corredor \| Equip \| Temps \| \| \| --------------------- \| --------------------- \| --------------------- \| --------------------- \| --------------------- \| \| 1r \| Mark Cavendish \| Dimension Data \| 4h 36' 56" \| \| \| 2n \| André Greipel \| Lotto-Soudal \| + 4" \| \| \| 3r \| Manuele Mori \| UAE Team Emirates \| + 4" \| \| \| 4t \| Niccolò Bonifazio \| Bahrain-Merida \| + 6" \| \| \| 5è \| Mirco Maestri \| Bardiani CSF \| + 8" \| \| \| 6è \| Kazushige Kuboki \| Nippo-Vini Fantini \| + 8" \| \| \| 7è \| Simone Consonni \| UAE Team Emirates \| + 10" \| \| \| 8è \| Elia Viviani \| Team Sky \| + 10" \| \| \| 9è \| Roger Kluge \| Orica-Scott \| + 10" \| \| \| 10è \| Aleksandr Pórsev \| Gazprom-RusVelo \| + 10" \| \| |                   |                    |            |
| |                   |                    |            |
| Font: ProCyclingStats |                   |                    |            |
| Classificació general |                   |                    |            |
| Corredor | Corredor          | Equip              | Temps      |
| 1r | Mark Cavendish    | Dimension Data     | 4h 36' 56" |
| 2n | André Greipel     | Lotto-Soudal       | + 4"       |
| 3r | Manuele Mori      | UAE Team Emirates  | + 4"       |
| 4t | Niccolò Bonifazio | Bahrain-Merida     | + 6"       |
| 5è | Mirco Maestri     | Bardiani CSF       | + 8"       |
| 6è | Kazushige Kuboki  | Nippo-Vini Fantini | + 8"       |
| 7è | Simone Consonni   | UAE Team Emirates  | + 10"      |
| 8è | Elia Viviani      | Team Sky           | + 10"      |
| 9è | Roger Kluge       | Orica-Scott        | + 10"      |
| 10è | Aleksandr Pórsev  | Gazprom-RusVelo    | + 10"      |

### 2a etapa
24 de febrer de 2017. Al Maryah Island - Abu Dhabi, 153 km
| \| Classificació de l'etapa \| Classificació de l'etapa \| Classificació de l'etapa \| Classificació de l'etapa \| Classificació de l'etapa \| \| Corredor \| Corredor \| Equip \| Temps \| \| \| ------------------------ \| ------------------------ \| ------------------------ \| ------------------------ \| ------------------------ \| \| 1r \| Marcel Kittel \| Quick-Step Floors \| 3h 28' 11" \| \| \| 2n \| Caleb Ewan \| Orica-Scott \| + 0" \| \| \| 3r \| Mark Cavendish \| Dimension Data \| + 0" \| \| \| 4t \| Matteo Pelucchi \| Bora-Hansgrohe \| + 0" \| \| \| 5è \| Phil Bauhaus \| Team Sunweb \| + 0" \| \| \| 6è \| Elia Viviani \| Team Sky \| + 0" \| \| \| 7è \| Andrea Guardini \| UAE Team Emirates \| + 0" \| \| \| 8è \| Eduard-Michael Grosu \| Nippo-Vini Fantini \| + 0" \| \| \| 9è \| André Greipel \| Lotto-Soudal \| + 0" \| \| \| 10è \| Aleksandr Pórsev \| Gazprom-RusVelo \| + 0" \| \| |                      |                    |            |
| |                      |                    |            |
| Font: ProCyclingStats |                      |                    |            |
| Classificació de l'etapa |                      |                    |            |
| Corredor | Corredor             | Equip              | Temps      |
| 1r | Marcel Kittel        | Quick-Step Floors  | 3h 28' 11" |
| 2n | Caleb Ewan           | Orica-Scott        | + 0"       |
| 3r | Mark Cavendish       | Dimension Data     | + 0"       |
| 4t | Matteo Pelucchi      | Bora-Hansgrohe     | + 0"       |
| 5è | Phil Bauhaus         | Team Sunweb        | + 0"       |
| 6è | Elia Viviani         | Team Sky           | + 0"       |
| 7è | Andrea Guardini      | UAE Team Emirates  | + 0"       |
| 8è | Eduard-Michael Grosu | Nippo-Vini Fantini | + 0"       |
| 9è | André Greipel        | Lotto-Soudal       | + 0"       |
| 10è | Aleksandr Pórsev     | Gazprom-RusVelo    | + 0"       |

| \| Classificació general \| Classificació general \| Classificació general \| Classificació general \| Classificació general \| \| Corredor \| Corredor \| Equip \| Temps \| \| \| --------------------- \| --------------------- \| --------------------- \| --------------------- \| --------------------- \| \| 1r \| Mark Cavendish \| Dimension Data \| 8h 05' 03" \| \| \| 2n \| Marcel Kittel \| Quick-Step Floors \| + 4" \| \| \| 3r \| André Greipel \| Lotto-Soudal \| + 8" \| \| \| 4t \| Marco Canola \| Nippo-Vini Fantini \| + 8" \| \| \| 5è \| Caleb Ewan \| Orica-Scott \| + 8" \| \| \| 6è \| Manuele Mori \| UAE Team Emirates \| + 8" \| \| \| 7è \| Niccolò Bonifazio \| Bahrain-Merida \| + 10" \| \| \| 8è \| Fabio Calabria \| Team Novo Nordisk \| + 11" \| \| \| 9è \| Mirco Maestri \| Bardiani CSF \| + 12" \| \| \| 10è \| Kazushige Kuboki \| Nippo-Vini Fantini \| + 12" \| \| |                   |                    |            |
| |                   |                    |            |
| Font: ProCyclingStats |                   |                    |            |
| Classificació general |                   |                    |            |
| Corredor | Corredor          | Equip              | Temps      |
| 1r | Mark Cavendish    | Dimension Data     | 8h 05' 03" |
| 2n | Marcel Kittel     | Quick-Step Floors  | + 4"       |
| 3r | André Greipel     | Lotto-Soudal       | + 8"       |
| 4t | Marco Canola      | Nippo-Vini Fantini | + 8"       |
| 5è | Caleb Ewan        | Orica-Scott        | + 8"       |
| 6è | Manuele Mori      | UAE Team Emirates  | + 8"       |
| 7è | Niccolò Bonifazio | Bahrain-Merida     | + 10"      |
| 8è | Fabio Calabria    | Team Novo Nordisk  | + 11"      |
| 9è | Mirco Maestri     | Bardiani CSF       | + 12"      |
| 10è | Kazushige Kuboki  | Nippo-Vini Fantini | + 12"      |

### 3a etapa
25 de febrer de 2017. Hazza Bin Zayed Stadium, Al Ain - Jebel Hafeet, 186 km
| \| Classificació de l'etapa \| Classificació de l'etapa \| Classificació de l'etapa \| Classificació de l'etapa \| Classificació de l'etapa \| \| Corredor \| Corredor \| Equip \| Temps \| \| \| ------------------------ \| -------------------------- \| ------------------------ \| ------------------------ \| ------------------------ \| \| 1r \| Rui Alberto Faria da Costa \| UAE Team Emirates \| 4h 34' 08" \| \| \| 2n \| Ilnur Zakarin \| Katusha-Alpecin \| + 0" \| \| \| 3r \| Tom Dumoulin \| Team Sunweb \| + 10" \| \| \| 4t \| Bauke Mollema \| Trek-Segafredo \| + 28" \| \| \| 5è \| Julian Alaphilippe \| Quick-Step Floors \| + 46" \| \| \| 6è \| Fabio Aru \| Astana \| + 46" \| \| \| 7è \| Rafał Majka \| Bora-Hansgrohe \| + 46" \| \| \| 8è \| George Bennett \| LottoNL-Jumbo \| + 46" \| \| \| 9è \| Domenico Pozzovivo \| AG2R La Mondiale \| + 46" \| \| \| 10è \| Nairo Quintana Rojas \| Movistar Team \| + 58" \| \| |                            |                   |            |
| |                            |                   |            |
| Font: ProCyclingStats |                            |                   |            |
| Classificació de l'etapa |                            |                   |            |
| Corredor | Corredor                   | Equip             | Temps      |
| 1r | Rui Alberto Faria da Costa | UAE Team Emirates | 4h 34' 08" |
| 2n | Ilnur Zakarin              | Katusha-Alpecin   | + 0"       |
| 3r | Tom Dumoulin               | Team Sunweb       | + 10"      |
| 4t | Bauke Mollema              | Trek-Segafredo    | + 28"      |
| 5è | Julian Alaphilippe         | Quick-Step Floors | + 46"      |
| 6è | Fabio Aru                  | Astana            | + 46"      |
| 7è | Rafał Majka                | Bora-Hansgrohe    | + 46"      |
| 8è | George Bennett             | LottoNL-Jumbo     | + 46"      |
| 9è | Domenico Pozzovivo         | AG2R La Mondiale  | + 46"      |
| 10è | Nairo Quintana Rojas       | Movistar Team     | + 58"      |

| \| Classificació general \| Classificació general \| Classificació general \| Classificació general \| Classificació general \| \| Corredor \| Corredor \| Equip \| Temps \| \| \| --------------------- \| -------------------------- \| --------------------- \| --------------------- \| --------------------- \| \| 1r \| Rui Alberto Faria da Costa \| UAE Team Emirates \| 12h 39' 15" \| \| \| 2n \| Ilnur Zakarin \| Katusha-Alpecin \| + 4" \| \| \| 3r \| Tom Dumoulin \| Team Sunweb \| + 16" \| \| \| 4t \| Bauke Mollema \| Trek-Segafredo \| + 38" \| \| \| 5è \| Rafał Majka \| Bora-Hansgrohe \| + 56" \| \| \| 6è \| George Bennett \| LottoNL-Jumbo \| + 56" \| \| \| 7è \| Fabio Aru \| Astana \| + 56" \| \| \| 8è \| Domenico Pozzovivo \| AG2R La Mondiale \| + 56" \| \| \| 9è \| Julian Alaphilippe \| Quick-Step Floors \| + 56" \| \| \| 10è \| Romain Bardet \| AG2R La Mondiale \| + 1' 08" \| \| |                            |                   |             |
| |                            |                   |             |
| Font: ProCyclingStats |                            |                   |             |
| Classificació general |                            |                   |             |
| Corredor | Corredor                   | Equip             | Temps       |
| 1r | Rui Alberto Faria da Costa | UAE Team Emirates | 12h 39' 15" |
| 2n | Ilnur Zakarin              | Katusha-Alpecin   | + 4"        |
| 3r | Tom Dumoulin               | Team Sunweb       | + 16"       |
| 4t | Bauke Mollema              | Trek-Segafredo    | + 38"       |
| 5è | Rafał Majka                | Bora-Hansgrohe    | + 56"       |
| 6è | George Bennett             | LottoNL-Jumbo     | + 56"       |
| 7è | Fabio Aru                  | Astana            | + 56"       |
| 8è | Domenico Pozzovivo         | AG2R La Mondiale  | + 56"       |
| 9è | Julian Alaphilippe         | Quick-Step Floors | + 56"       |
| 10è | Romain Bardet              | AG2R La Mondiale  | + 1' 08"    |

### 4a etapa
26 de febrer de 2017. Yas Marina Circuit - Yas Marina Circuit, 143 km
| \| Classificació de l'etapa \| Classificació de l'etapa \| Classificació de l'etapa \| Classificació de l'etapa \| Classificació de l'etapa \| \| Corredor \| Corredor \| Equip \| Temps \| \| \| ------------------------ \| ------------------------ \| ------------------------ \| ------------------------ \| ------------------------ \| \| 1r \| Caleb Ewan \| Orica-Scott \| 3h 03' 06" \| \| \| 2n \| Mark Cavendish \| Dimension Data \| + 0" \| \| \| 3r \| André Greipel \| Lotto-Soudal \| + 0" \| \| \| 4t \| Niccolò Bonifazio \| Bahrain-Merida \| + 0" \| \| \| 5è \| Matteo Pelucchi \| Bora-Hansgrohe \| + 0" \| \| \| 6è \| Roger Kluge \| Orica-Scott \| + 0" \| \| \| 7è \| Julian Alaphilippe \| Quick-Step Floors \| + 0" \| \| \| 8è \| Aleksandr Pórsev \| Gazprom-RusVelo \| + 0" \| \| \| 9è \| Kiel Reijnen \| Trek-Segafredo \| + 0" \| \| \| 10è \| Rick Zabel \| Katusha-Alpecin \| + 0" \| \| |                    |                   |            |
| |                    |                   |            |
| Font: ProCyclingStats |                    |                   |            |
| Classificació de l'etapa |                    |                   |            |
| Corredor | Corredor           | Equip             | Temps      |
| 1r | Caleb Ewan         | Orica-Scott       | 3h 03' 06" |
| 2n | Mark Cavendish     | Dimension Data    | + 0"       |
| 3r | André Greipel      | Lotto-Soudal      | + 0"       |
| 4t | Niccolò Bonifazio  | Bahrain-Merida    | + 0"       |
| 5è | Matteo Pelucchi    | Bora-Hansgrohe    | + 0"       |
| 6è | Roger Kluge        | Orica-Scott       | + 0"       |
| 7è | Julian Alaphilippe | Quick-Step Floors | + 0"       |
| 8è | Aleksandr Pórsev   | Gazprom-RusVelo   | + 0"       |
| 9è | Kiel Reijnen       | Trek-Segafredo    | + 0"       |
| 10è | Rick Zabel         | Katusha-Alpecin   | + 0"       |

## Classificació final
| \| Classificació general \| Classificació general \| Classificació general \| Classificació general \| Classificació general \| \| Corredor \| Corredor \| Equip \| Temps \| \| \| --------------------- \| -------------------------- \| --------------------- \| --------------------- \| --------------------- \| \| 1r \| Rui Alberto Faria da Costa \| UAE Team Emirates \| 15h 42' 21" \| \| \| 2n \| Ilnur Zakarin \| Katusha-Alpecin \| + 4" \| \| \| 3r \| Tom Dumoulin \| Team Sunweb \| + 16" \| \| \| 4t \| Bauke Mollema \| Trek-Segafredo \| + 38" \| \| \| 5è \| Julian Alaphilippe \| Quick-Step Floors \| + 53" \| \| \| 6è \| Rafał Majka \| Bora-Hansgrohe \| + 56" \| \| \| 7è \| George Bennett \| LottoNL-Jumbo \| + 56" \| \| \| 8è \| Fabio Aru \| Astana \| + 56" \| \| \| 9è \| Domenico Pozzovivo \| AG2R La Mondiale \| + 56" \| \| \| 10è \| Patrick Konrad \| Bora-Hansgrohe \| + 1' 07" \| \| |                            |                   |             |
| |                            |                   |             |
| Font: ProCyclingStats |                            |                   |             |
| Classificació general |                            |                   |             |
| Corredor | Corredor                   | Equip             | Temps       |
| 1r | Rui Alberto Faria da Costa | UAE Team Emirates | 15h 42' 21" |
| 2n | Ilnur Zakarin              | Katusha-Alpecin   | + 4"        |
| 3r | Tom Dumoulin               | Team Sunweb       | + 16"       |
| 4t | Bauke Mollema              | Trek-Segafredo    | + 38"       |
| 5è | Julian Alaphilippe         | Quick-Step Floors | + 53"       |
| 6è | Rafał Majka                | Bora-Hansgrohe    | + 56"       |
| 7è | George Bennett             | LottoNL-Jumbo     | + 56"       |
| 8è | Fabio Aru                  | Astana            | + 56"       |
| 9è | Domenico Pozzovivo         | AG2R La Mondiale  | + 56"       |
| 10è | Patrick Konrad             | Bora-Hansgrohe    | + 1' 07"    |

## Evolució de les classificacions
| Etapa | Vencedor       | Classificació general | Classificació per punts | Classificació dels joves | Classificació dels esprints | Classificació per equips |
| ----- | -------------- | --------------------- | ----------------------- | ------------------------ | --------------------------- | ------------------------ |
| 1     | Mark Cavendish | Mark Cavendish        | Mark Cavendish          | Niccolò Bonifazio        | Manuele Mori                | Dimension Data           |
| 2     | Marcel Kittel  | Mark Cavendish        | Mark Cavendish          | Caleb Ewan               | Marco Canola                | UAE Team Emirates        |
| 3     | Rui Costa      | Rui Costa             | Mark Cavendish          | Julian Alaphilippe       | Marco Canola                | UAE Team Emirates        |
| 4     | Caleb Ewan     | Rui Costa             | Mark Cavendish          | Julian Alaphilippe       | Patrick Konrad              | UAE Team Emirates        |
| Final | Final          | Rui Costa             | Mark Cavendish          | Julian Alaphilippe       | Patrick Konrad              | UAE Team Emirates        |